# راتينو
راتنوا (بالألمانية: Rathenow) هي مدينة و بلدة ألمانية تقع في ألمانيا في براندنبورغ. يقدر عدد سكانها بـ 26,433 نسمة .

## توأمة
لراتينو اتفاقيات توأمة مع:
- رندسبورغ (1990 - )

## أعلام
- كيته ميته
- يورغ هاينريخ
- فيرنر شارف